# Distrikt Chiara (Andahuaylas)
Der Distrikt Chiara liegt in der Provinz Andahuaylas in der Region Apurímac im zentralen Süden von Peru. Der Distrikt wurde am 5. April 1935gegründet. Er besitzt eine Fläche von 147 km². Beim Zensus 2017 wurden 1238 Einwohner gezählt. Im Jahr 1993 lag die Einwohnerzahl bei 1537, im Jahr 2007 bei 1238. Die Distriktverwaltung befindet sich in der 3270 m hoch gelegenen Ortschaft Chiara mit 555 Einwohnern (Stand 2017). Chiara liegt 38 km südwestlich der Provinzhauptstadt Andahuaylas.

## Geographische Lage
Der Distrikt Chiara liegt im Andenhochland im Südwesten der Provinz Andahuaylas. Der Río Chicha (auch Río Soras) fließt entlang der westlichen Distriktgrenze nach Norden.
Der Distrikt Chiara grenzt im Westen an die Distrikte San Salvador de Quije und Chilcayoc (beide in Provinz Sucre), im Norden an die Distrikte San Antonio de Cachi und Huancaray, im Osten an den Distrikt Tumay Huaraca sowie im Süden an den Distrikt San Miguel de Chaccrampa.